# Bogusław Komornicki
Bogusław Stefan Komornicki herbu Nałęcz (ur. 1 lipca 1901 w Schodnicy, zm. 5 września 1925 w Wilnie) – porucznik piechoty Wojska Polskiego, kawaler Orderu Virtuti Militari.

## Życiorys
Urodził się 1 lipca 1901 w Schodnicy, w ówczesnym powiecie drohobyckim Królestwa Galicji i Lodomerii, w rodzinie Prota Stanisława (1861–1928), inżyniera, dyrektora kopalni nafty Galicyjskiej Kasy Oszczędności, i Ewy z Niesiołowskich (1877–1957). Był młodszym bratem Stanisława (1898–1940), majora artylerii.
Uczył się w Zakładzie Naukowo-Wychowawczym Ojców Jezuitów w Chyrowie, a po wybuchu I wojny światowej w gimnazjum w Wiedniu. Do klasy siódmej i ósmej uczęszczał w c. k. IV Gimnazjum Realnym w Krakowie. W latach 1917–1918 należał do Polskiej Organizacji Wojskowej. Od listopada 1918 walczył na wojnie z Ukraińcami, początkowo w artylerii pod Chyrowem i Przemyślem, a następnie w załodze pociągu pancernego nr 1 „Piłsudczyk”. 27 stycznia 1919 zdał maturę wojenną w IV Gimnazjum im. H. Sienkiewicza w Krakowie. Od 22 sierpnia 1919 do 31 stycznia 1920 był uczniem 18. klasy „Obrońcy Lwowa” Szkoły Podchorążych w Warszawie. Po ukończeniu szkoły został przeniesiony do batalionu zapasowego mińskiego pułku strzelców i 7 kwietnia 1920 mianowany podporucznikiem w piechocie.
W latach 1920–1923 pełnił służbę w mińskim pułku strzelców, który we wrześniu 1921 został przemianowany na 86 pułk piechoty. W szeregach tego oddziału walczył na wojnie z bolszewikami. Wyróżnił się 27 września 1920 w bitwie nad Niemnem. 21 września 1921 kapitan Kazimierz Niedźwiedzki we wniosku na odznaczenie Orderem Virtuti Militari napisał:

dnia 27 września 1920 II batalion otrzymał rozkaz przecięcia drogi odwrotu bolszewikom na szosie Grodno–Lida. Podporucznik Komornicki Bogusław jako subaltern 7. kompanii na czele półkompanii rzuca się do ataku na maszerującą po szosie kolumnę bolszewicką (artyleria, tabor, piechota) i swym gwałtownym natarciem przyczynia się do rozproszenia nieprzyjaciela i zabrania mu 8 armat, wielką ilość jeńców i kilka karabinów maszynowych. Gdy kompania walcząc została wprost pochłonięta przez nowe nadchodzace siły bolszewickie, ppor. Komorowski nie stracił zimnej krwi i swym bohaterstwem dodając otuchy swym żołnierzom – przebija się z dość małymi stratami przez okalający pierścień nieprzyjacielski. Przy następnej nocnej walce w rejonie Papierni i Feliksowa, gdy dowódca kompanii ppor. Józef Mossakowski został zabity, ppor. Komorowski obejmuje dowództwo kompanii i w dalszym ciągu, nie bacząc na wprost zasypujący ogień nieprzyjacielski, nie schodzi ze swego stanowiska, gdzie i przejawia nadzwyczajną odwagę i męstwo.

3 maja 1922 został zweryfikowany w stopniu podporucznika ze starszeństwem od 1 lutego 1920 i 831. lokatą w korpusie oficerów piechoty. 12 lutego 1923 prezydent RP awansował go z dniem 1 stycznia 1923 na porucznika ze starszeństwem z 1 września 1921 i 34. lokatą w korpusie oficerów piechoty. Od 1924 pełnił służbę w batalionie szkolnym piechoty nr 3 na stanowisku adiutanta, pozostając oficerem nadetatowym 86 pp. Zmarł tragicznie 5 września 1925 w Wilnie i tam został pochowany. Był kawalerem, bezdzietnym. 8 września 1925 „Kurjer Wileński” doniósł czytelnikom, że trzy dni wcześniej „wystrzałem z rewolweru systemu Nagan pozbawił się życia w hotelu Europejskim por. 86 pp Bogusław Komornicki. Powód – tło miłosne. Zwłoki zabrano do kostnicy szpitala wojskowego”.

## Ordery i odznaczenia
- Krzyż Srebrny Orderu Wojskowego Virtuti Militari nr 4911[21][22] – 1922[23][24]
- Krzyż Walecznych dwukrotnie[25] (po raz pierwszy w 1921[26])
- Krzyż Zasługi Wojsk Litwy Środkowej – pośmiertnie 3 marca 1926[27][25]